# La Neuveville
För andra betydelser, se La Neuveville (olika betydelser).
La Neuveville (tyska: Neuenstadt) är en ort och kommun vid Bielsjön i distriktet Jura bernois i kantonen Bern i Schweiz. Kommunen har 3 825 invånare (2023).
I kommunen finns en tyskspråkig minoritet (15,7% år 2000).